# Гигрометр

Волосной гигрометр производства СССР

Гигро́метр (греч. ὑγρός «жидкий» + μετρέω «измеряю») — измерительный прибор, предназначенный для определения влажности воздуха и различных газов.
Существует несколько классов гигрометров, работа которых основана на различных принципах (весовы́е, волосны́е, кондуктометрические, конденсационные и другие).
Применяются в системах микроклимата, контроля влажности производственных, складских и бытовых помещений, контроля состава защитных атмосфер и др.

## Виды гигрометров

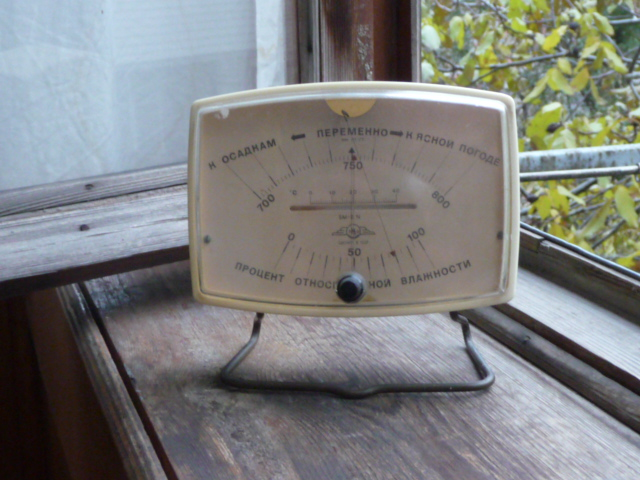
Комбинированный бытовой прибор для изменения температуры и давления, включающий гигрометр волосного типа (нижняя шкала с красной стрелкой). Текущее показание — 80 % относительной влажности.

1. Принцип действия весового (абсолютного) основан на измерении количества влаги, поглощённого из заданного и известного объёма исследуемого воздуха. Этот гигрометр состоит из системы U-образных трубок, наполненных гигроскопическим веществом, способным практически полностью поглощать влагу из воздуха, например, плавленым хлоридом кальция или перхлоратом магния или комбинацией различных влагопоглотителей. Через эту систему насосом прокачивают заданное и известное количество исследуемого воздуха, влажность которого определяют. Изменение массы системы определяют взвешиванием до и после прокачки, по объёму прокачанного воздуха и изменению массы находят абсолютную влажность.
2. Действие волосного гигрометра основано на свойстве обезжиренного человеческого волоса изменять длину при изменении влажности воздуха, что позволяет измерять относительную влажность от 30 до 100 %. Волос слегка натянут на упругую металлическую рамку. Изменение длины волоса передаётся стрелке, перемещающейся по шкале, проградуированной в единицах относительной влажности (см. иллюстрацию).
3. Плёночный гигрометр также основан на измерении деформации и имеет чувствительный элемент в виде мембраны из органической плёнки, размер которой изменяется при изменении влажности — увеличивается при повышении и уменьшается при понижении. Смещение положения центра натянутой упругим элементом плёночной мембраны передаётся через систему рычагов стрелке. Волосной и плёночный гигрометр при отрицательных температурах являются основными приборами для измерения влажности воздуха[источник не указан 2169 дней]. Показания волосного и плёночного гигрометра периодически калибруют по показаниями более точного прибора — например, психрометра или абсолютного конденсационного гигрометра.
4. В электролитическом гигрометре измеряют электрическое сопротивление слоя гигроскопического вещества — электролита, например, хлорида лития в смеси со связующим материалом, нанесённого на пластинку из электроизоляционного материала (стекло, полистирол). При изменении влажности воздуха меняется концентрация влаги в электролите и его электрическое сопротивление; недостаток этого типа гигрометров — существенная зависимость показаний от температуры.
5. Действие керамического гигрометра основано на зависимости от влажности воздуха электрического сопротивления твёрдой и пористой керамической массы: смесь глины, кремния, каолина и некоторых оксидов металлов.
6. Конденсационный гигрометр определяет точку росы по температуре охлаждаемого металлического зеркальца в момент появления или исчезновения на нём следов капелек воды (или льда), конденсирующихся из окружающего воздуха. Состоит из устройства для охлаждения зеркальца, оптического или электрического устройства, фиксирующего момент конденсации либо испарения влаги по рассеянию светового пучка, и термометра, измеряющего температуру зеркальца. По измеренной точке росы определяют абсолютную и относительную влажности воздуха. В современных конденсационных гигрометрах для охлаждения зеркальца пользуются полупроводниковым охлаждающим элементом, принцип действия которого основан на эффекте Пельтье, а температура зеркальца измеряется вмонтированным в него термометром сопротивления или полупроводниковым терморезистором. Конденсационные гигрометры используются для определения точки росы в различных газовых средах (не только в воздухе).
7. Электронный гигрометр.
8. Психрометрический гигрометр или просто — психрометр.

### Электронные гигрометры
Электронные гигрометры могут использовать различные принципы:
- оптоэлектронные — производят измерение точки росы при помощи охлаждаемого зеркала (зеркало охлаждается до температуры заведомо ниже температуры точки росы, затем медленно нагревается до температуры точки росы);
- ёмкостные — измеряют изменение емкости полимерного или металоксидного конденсатора, вызванное абсорбцией влаги (диапазон их измерения от 5 до 95 относительных процентов, подвержены уходу показаний из-за старения, но их показания от температуры почти не зависят);
- кондуктометрические или резистивные — используют эффект изменения электропроводимости некоторых гигроскопичных солей или электропроводящих полимеров в зависимости от влажности;
- пьезоэлектрические — принцип их работы основан на изменении частоты механических колебаний пластинки из пьезоэлектрика, например, кварцевого кристалла с нанесённой на него плёнкой обратимо поглощающего-десорбирующего влагу вещества, при поглощении влаги масса плёнки увеличивается, что снижает частоту колебаний электромеханической системы, колебания в которой поддерживаются электронным автогенератором;
- измеряющие проводимость воздуха (измеряют абсолютную влажность, для вычисления относительной влажности требуется также измерение температуры)[источник не указан 2169 дней].